# نویندورف بای لمسهورن
نویندورف بای لمسهورن (به آلمانی: Neuendorf b. Elmshorn) یک شهر در آلمان است که در اشتاینبورگ واقع شده‌است. نویندورف بای لمسهورن ۹۱۶ نفر جمعیت دارد.